# (20989) 1981 EZ45
A (20989) 1981 EZ45 a Naprendszer kisbolygóövében található aszteroida. Schelte J. Bus fedezte fel 1981. március 2-án.